# Поляное (Сумская область)
Поляное (укр. Поляне) — село,
Семереньковский сельский совет,
Тростянецкий район,
Сумская область,
Украина.
Код КОАТУУ — 5925087202. Население по переписи 2001 года составляло 599 человек.

## Географическое положение
Село Поляное находится на левом берегу реки Дерновая,
выше по течению на расстоянии в 2,5 км расположено село Бранцовка (Краснопольский район),
на противоположном берегу — сёла Семереньки и Дерновое.
Рядом проходит автомобильная дорога Т-1913.

## Экономика
- Молочно-товарная ферма.
- ООО «Поляное-С».
- «Дружба», ООО.

## Объекты социальной сферы
- Школа.